# Richmond Kickers
Richmond Kickers is een Amerikaanse voetbalclub uit Richmond, Virginia. De club speelt in de USL Pro, de Amerikaanse derde klasse. De club speelde een aantal seizoenen in de tweede klasse, maar koos er in 2006 voor om in de derde klasse te spelen om zo te besparen.
In 2002 begon de club met nog een team, Richmond Kickers Future, maar dit team werd in 2008 opgeheven. In 2004 ging ook de damessectie Richmond Kickers Destiny van start.

## Erelijst
- U.S. Open Cup

1995

## Seizoen per seizoen
| Jaar | Divisie | League               | Seizoen                      | Playoffs                | U.S. Open Cup       |
| ---- | ------- | -------------------- | ---------------------------- | ----------------------- | ------------------- |
| 1993 | N/A     | USISL                | 4de, Atlantic Division       | Divisional Halve finale | Geen deelname       |
| 1994 | 3       | USISL                | 9de, Atlantic Division       | Niet gekwalificeerd     | Geen deelname       |
| 1994 | N/A     | USISL Indoor         | 2de, Northern Division       | Niet gekwalificeerd     | Geen deelname       |
| 1995 | 4       | USISL Premier League | 2de, Eastern Division        | Kampioen                | Kampioen            |
| 1996 | 3       | USISL Select League  | 2de, North Atlantic Division | Finale                  | Niet gekwalificeerd |
| 1997 | 2       | USISL A-League       | 3de, Atlantic Division       | Division Halve finale   | 3de Ronde           |
| 1998 | 2       | USISL A-League       | 1ste, Atlantic Division      | Conference Halve finale | Niet gekwalificeerd |
| 1999 | 2       | USL A-League         | 2de, Atlantic Division       | 2de ronde               | Niet gekwalificeerd |
| 2000 | 2       | USL A-League         | 2de, Atlantic Division       | Conference Halve finale | 3de ronde           |
| 2001 | 2       | USL A-League         | 1ste, Central Conference     | Kwartfinale             | Kwartfinale         |
| 2002 | 2       | USL A-League         | 2de, Southeast Division      | Finale                  | 3de Ronde           |
| 2003 | 2       | USL A-League         | 3de, Southeast Division      | Niet gekwalificeerd     | Niet gekwalificeerd |
| 2004 | 2       | USL A-League         | 2de, Eastern Conference      | Kwartfinale             | Kwartfinale         |
| 2005 | 2       | USL First Division   | 6de                          | Finale                  | 4de Ronde           |
| 2006 | 3       | USL Second Division  | 1ste                         | Kampioen                | 2de Ronde           |
| 2007 | 3       | USL Second Division  | 1ste                         | Finale                  | Kwartfinale         |
| 2008 | 3       | USL Second Division  | 2de                          | Halve finale            | 3de Ronde           |
| 2009 | 3       | USL Second Division  | lopend                       |                         | 1ste Ronde          |

## Bekende (oud-)spelers
- Tim Brown
- Jared Jeffrey